# Emerson, Lake & Palmer
Emerson, Lake & Palmer (també coneguda com ELP) va ser una banda anglesa de rock progressiu i rock simfònic formada a Londres l'abril de 1970, que va aconseguir la seva màxima popularitat en la dècada de 1970, venent més de 48 milions de discos i realitzant concerts multitudinaris.
Dins de l'explosió del rock progressiu a la Gran Bretanya de finals dels anys 1960, Emerson, Lake & Palmer es va convertir en un dels noms més significatius i de major èxit comercial pel so caracteritzat per una amalgama de rock i música clàssica incloent elements de jazz i les melodies de l'orgue Hammond, el sintetitzador Moog i el piano, que posava de manifest el talent instrumental dels seus protagonistes. El tercet estava compost per tres coneguts artistes de l'escena musical: el teclista Keith Emerson (provinent de The Nice), el baixista, guitarrista i cantant Greg Lake (provinent de King Crimson) i el bateria Carl Palmer (provinent d'Atomic Rooster).
La banda va cobrar protagonisme després de la seva actuació al Festival de l'Illa de Wight l'agost de 1970. L'espectacularitat dels seus enregistraments i directes els van posar a l'altura dels grups més destacats de la seva època. El trio, al mateix temps, va preparar el camí a altres bandes de rock progressiu per a la difusió del gènere, passant d'una mena de gueto musical inicial a convertir-se en un fenomen popular radiofònic.
L'11 de març de 2016, Keith Emerson es va suïcidar d'un tret al cap a la seva casa de Santa Monica. Nou mesos després, el 7 de desembre, Greg Lake va morir a causa del càncer, posant fi a la història de la banda.

## Llegat
Keith Emerson, Greg Lake i Carl Palmer estan entre els pioners del rock progressiu. La seva música s'ha mantingut com un referent del gènere a més de seguir cridant l'atenció de les noves generacions. Sens dubte tres músics amb un talent extraordinari i que des dels seus inicis van causar expectació en els mitjans de comunicació en provenir cadascun de bandes ja amb prestigi (The Nice, King Crimson, Atomic Rooster).
Van popularitzar tant la interpretació de música clàssica amb arranjaments de rock, com la fusió d'ambdós estils (en els seus àlbums es pot trobar música de compositors tan dissímils entre si com Alberto Evaristo Ginastera, Béla Bartók o Aaron Copland) i van ingressar a la categoria de les bandes «rock-estadi». També és destacable la influència que el grup ha tingut en la música de videojocs en compositors com a Koji Kondo i Nobuo Uematsu.

## Discografia
- Emerson, Lake & Palmer (1970)
- Tarkus (1971)
- Pictures at an Exhibition (1971)
- Trilogy (1972)
- Brain Salad Surgery (1973)
- Works Volume 1 (1977)
- Works Volume 2 (1977)
- Love Beach (1978)
- Black Moon (1992)
- In the Hot Seat (1994)